# Нитрат кальция
Кальция нитрат, кальциевая селитра, азотнокислый кальций — неорганическая соль азотной кислоты. Соединение сильно гигроскопично, поэтому его хранят без доступа влаги. Химическая формула Са(NО3)2.

## Свойства

### Физические свойства
Вещество представляет собой белый порошок без цвета, вкуса и запаха. Он хорошо растворим в воде.
Молярная масса тетрагидрата нитрата кальция — 236,15 г/моль, безводного — 164,088 г/моль. 

### Химические свойства
При 500 °C начинает разлагаться с выделением О2 и образованием сначала Ca(NO2)2, а затем СаО и NO2.
{\displaystyle {\ce {2Ca(NO3)2 -> 2CaO + 4NO2 ^ + O2 ^}}}
Кальциевая селитра при нормальных условиях негорючая, пожаро- и взрывобезопасная, устойчивая в интервале температур от −60 °C до +155 °C.
Вещество представляет собой соль азотной кислоты и гидроксида кальция. Соответственно, оно имеет все свойства, характерные для солей кислот. Например,
{\displaystyle {\ce {Ca(NO3)2 + Na2SO4 -> CaSO4 + 2NaNO3}}}
{\displaystyle {\ce {Ca(NO3)2 + H2SO4 -> CaSO4 + 2HNO3}}}
Ионы кальция образуют устойчивые соединения с краун эфирами.

## Получение
Получают нитрат кальция действием HNO3 на известняк или поглощением нитрозных газов (в основном NO2) известковым молоком. Применяют его как азотное удобрение и для получения особо чистого СаО.
Для получения гранулированной кальциевой селитры используется способ низкотемпературной нейтрализации азотной кислоты природным известняком или продуктами переработки известняка.

### Реакции с получением нитрата кальция
Нитрат кальция производится путём обработки известняка с азотной кислотой, после нейтрализации аммиака:
CaCO3 + 2HNO3 → Ca(NO3)2 + CO2 + H2O.
Он также является побочным продуктом процесса Оддо при добыче фосфата кальция:
Ca3(PO4)2 + 6HNO3 → 2H3PO4 + 3Ca(NO3)2.
Так же как нитраты других щелочноземельных металлов и LiNO3, кальциевая селитра при нагревании разлагается на выпуске диоксида азота:
2Ca(NO3)2 → 2CaO + 4NO2 + O2, ΔH°обр.=369 кДж/моль
Другие реакции получения нитрата кальция:
- {\displaystyle 4{\mbox{Ca}}+10{\mbox{HNO}}_{3}\longrightarrow 4{\mbox{Ca}}({\mbox{NO}}_{3})_{2}+{\mbox{N}}_{2}{\mbox{O}}+5{\mbox{H}}_{2}{\mbox{O}}}
- {\displaystyle {\mbox{CaO}}+2{\mbox{HNO}}_{3}\longrightarrow {\mbox{Ca}}({\mbox{NO}}_{3})_{2}+{\mbox{H}}_{2}{\mbox{O}}}
- {\displaystyle {\mbox{Ca}}({\mbox{OH}})_{2}+2{\mbox{HNO}}_{3}\longrightarrow {\mbox{Ca}}({\mbox{NO}}_{3})_{2}+2{\mbox{H}}_{2}{\mbox{O}}}
- {\displaystyle {\mbox{CaCl}}_{2}+2{\mbox{AgNO}}_{3}\longrightarrow {\mbox{Ca(NO}}_{3})_{2}+2{\mbox{AgCl}}}
- {\displaystyle 3{\mbox{Ca}}+8{\mbox{HNO}}_{3}\longrightarrow 3{\mbox{Ca(NO}}_{3})_{2}+2{\mbox{NO}}+4{\mbox{H}}_{2}{\mbox{O}}}
- {\displaystyle 2{\mbox{Ca(OH)}}_{2}+4{\mbox{NO}}_{2}\longrightarrow {\mbox{Ca}}({\mbox{NO}}_{3})_{2}+{\mbox{Ca}}({\mbox{NO}}_{2})_{2}+2{\mbox{H}}_{2}{\mbox{O}}}
- {\displaystyle 3{\mbox{Ca}}({\mbox{NO}}_{2})_{2}+4{\mbox{HNO}}_{3}\longrightarrow 3{\mbox{Ca}}({\mbox{NO}}_{3})_{2}+2{\mbox{H}}_{2}{\mbox{O}}+4{\mbox{NO}}}
- {\displaystyle {\mbox{Ca}}_{5}({\mbox{PO}}_{4})_{3}{\mbox{F}}+10{\mbox{HNO}}_{3}\longrightarrow 3{\mbox{H}}_{3}{\mbox{PO}}_{4}+5{\mbox{Ca}}({\mbox{NO}}_{3})_{2}+{\mbox{HF}}}
- {\displaystyle {\mbox{CaF}}_{2}+2{\mbox{HNO}}_{3}\longrightarrow {\mbox{Ca}}({\mbox{NO}}_{3})_{2}+2{\mbox{HF}}}
- {\displaystyle 2{\mbox{Ca}}_{5}({\mbox{PO}}_{4})_{3}{\mbox{F}}+14{\mbox{HNO}}_{3}\longrightarrow 3{\mbox{Ca}}({\mbox{H}}_{2}{\mbox{PO}}_{4})_{2}+7{\mbox{Ca}}({\mbox{NO}}_{3})_{2}+2{\mbox{HF}}}
- {\displaystyle {\mbox{Ca}}_{5}({\mbox{PO}}_{4})_{3}{\mbox{F}}+4{\mbox{HNO}}_{3}\longrightarrow 3{\mbox{CaHPO}}_{4}+2{\mbox{Ca}}({\mbox{NO}}_{3})_{2}+{\mbox{HF}}}
- {\displaystyle 2{\mbox{NH}}_{4}{\mbox{NO}}_{3}+{\mbox{Ca}}({\mbox{OH}})_{2}\longrightarrow {\mbox{Ca}}({\mbox{NO}}_{3})_{2}+2{\mbox{H}}_{2}{\mbox{O}}+2{\mbox{NH}}_{3}}
- {\displaystyle {\mathsf {Ca(PH_{2}O_{2})_{2}+2H_{2}O+4AgNO_{3}\longrightarrow \ 4Ag\downarrow \ +2H_{2}(PHO_{3})+Ca(NO_{3})_{2}+2HNO_{3}}}}
- {\displaystyle {\mathsf {CaS+4HNO_{3}}}}(конц.){\displaystyle {\mathsf {\longrightarrow \ Ca(NO_{3})_{2}+S\downarrow \ +2NO_{2}\uparrow \ +2H_{2}O}}}
- {\displaystyle {\mathsf {CaHPO_{4}+2HNO_{3}}}}(конц.){\displaystyle {\mathsf {\longrightarrow \ Ca(NO_{3})_{2}+H_{3}PO_{4}}}}
- {\displaystyle {\mathsf {Ca(NO_{3})_{2}\cdot \ 4H_{2}O{\xrightarrow {60-100^{o}C}}\ Ca(NO_{3})_{2}+4H_{2}O}}}

В атмосфере образование нитрата кальция возможно по следующей цепочке реакций:
- {\displaystyle {\mbox{N}}_{2}+2{\mbox{O}}_{2}\longrightarrow 2{\mbox{NO}}_{2}}(грозовой разряд)
  - {\displaystyle 2{\mbox{NO}}_{2}+{\mbox{H}}_{2}{\mbox{O}}\longrightarrow {\mbox{HNO}}_{2}+{\mbox{HNO}}_{3}}
    - {\displaystyle 2{\mbox{HNO}}_{3}+{\mbox{Ca}}^{2+}\longrightarrow {\mbox{Ca}}({\mbox{NO}}_{3})_{2}+2{\mbox{H}}^{+}}

## Применение
Гранулированный, безводный нитрат кальция, применяется как добавка в бетон, в качестве удобрения, для приготовления рассола в холодильной технике, в производстве реактивов, стеклопластиков, а также как один из компонентов для производства взрывчатки.

### В сельском хозяйстве
Нитрат кальция является физиологическим щелочным удобрением, пригодным для всех почв и прежде всего для закисленных почв.
В сельском хозяйстве применяют как азотное удобрение. Выпускают в гранулированном виде; товарный продукт должен содержать не менее 15,5 % азота, кроме того, к нему добавляют в процессе производства 4—7 % нитрата аммония для уменьшения гигроскопичности удобрения; содержание влаги не должно превышать 15 %. Нитрат кальция вносят под все культуры. Наиболее эффективен на кислых почвах, особенно для весенней подкормки озимых.

### Впиротехнике
Несмотря на то, что нитрат кальция в смеси с горючими веществами способен давать недорогой источник кирпично-красного пламени, применение его в этом качестве крайне ограничено из-за сильной гигроскопичности.